# گربتاون، شهرستان برتی، کارولینای شمالی
گربتاون (به انگلیسی: Grabtown) یک منطقهٔ مسکونی در ایالات متحده آمریکا است که در کارولینای شمالی واقع شده‌است. گربتاون ۷٫۰۱ متر بالاتر از سطح دریا واقع شده‌است.